# Ponta do Pargo
Ponta do Pargo es la freguesia más distante a Funchal. Está situada en el Noroeste de Madeira. Debe su Nombre a que hay muchos pargos (Pescados) en la Zona.
- Datos: Q2598492
- Multimedia: Ponta do Pargo / Q2598492

1. ↑  Worldpostalcodes.org,código postal n.º 9385-238.